# Mazurka
Mazurka (poljsko: mazurek, verjetno imenovana po severovzhodni poljski regiji Mazury) je poljski ljudski ples v tridobnem taktu (3/4 ali 3/8), katerega značilnost je poudarek na tretji ali drugi dobi. Tempo je nekoliko počasnejši od tempa valčka in hitrejši od plesa kujawiak. Ljudski ples je polagoma našel mesto v plesnih dvoranah, v 19. stoletju pa je mazurka tudi prestopila poljske meje in postala priljubljena po vsej Evropi. Tudi današnja poljska himna je mazurka.

## Mazurka na Poljskem
V kontekstu umetne (komponirane) glasbe se je izraz mazurka prvič pojavil leta 1752 kot naslov skladbe Josepha Riepla (1709-1782), sicer pa je tovrstne skladbe komponirala vrsta skladateljev klasične glasbe. Najbolj poznana in največkrat izvajana je serija 58-ih mazurk Frédérica Chopina za klavir solo. Mazurka je ena izmed petih poljskih narodnih plesov: kujawiak, krakowiak, mazurek (mazurka), oberek in polonez (poloneza). Nekatere Chopinove mazurke imajo značilnosti obereka (op. 56, št. 2) ali kujawiaka (op. 6, št. 6; op. 30, št. 4 in op. 41, št. 1). 
V letih 1924/1925 je 20 mazurk za klavir skomponiral tudi njegov rojak Karol Szymanowski. Skladatelj Stanisław Moniuszko (1819-1872) je bil avtor orkestralnih mazurk v okviru operne in baletne glasbe. Glasbeni literaturi mazurk so med pomembnejšimi avtorji prispevali še Józef Ksawery Elsner, Karol Kurpiński, Maria Szymanowska, Henryk Wieniawski (2 mazurki za violino in klavir) in Aleksander Zarzycki.

## Mazurka izven poljskih meja
Čajkovski je skomponiral Šest mazurk za klavir solo, eno za balet Labodje jezero in eno za balet Trnjulčica. Poznana je tudi mazurka iz prvega dejanja baleta Coppelia, Lea Delibesa. Borodin je v sklopu Male suite za klavir skomponiral dve, prav tako Mihail Glinka, še več pa Aleksander Skrjabin v svojem začetnem ustvarjalnem obdobju. V času impresionizma sta mazurki napisala Claude Debussy in Maurice Ravel, slednji kot del suite »La Parade«. Tudi brazilski skladatelj Heitor Villa-Lobos je napisal mazurko za kitaro solo. 
Švedski ljudski ples, imenovan polska, ima podoben ritem mazurki, pa tudi enake zgodovinske korenine.
Mazurka je navajana tudi v mnogih slavnih ruskih romanih, npr. v Tolstojevi Ana Karenina; Turgenjevih Očetje in sinovi, idr.